# セザール・サンパイオ
カルロス・セーザル・サンパイオ・カンポス（Carlos Cézar Sampaio Campos、1968年3月31日 - ）は、ブラジル・サンパウロ出身の元サッカー選手。ポジションはMF。
なお、一般には「セザール・サンパイオ (Cézar Sampaio)」として知られているため表題もそれに倣うが、本人のインタビューによると「セーザル・サンパイオ」というのが本来の読み方に近く、日本でも一時は「セーザル」と表記していた。

## 人物
ハードマークと空中戦に強さを発揮する古典的な守備的ミッドフィールダー。1990年代ブラジルを代表するMFの一人であり、Jリーグ黎明期を代表するワールドクラスのボランチ。

## クラブ経歴

### 現役前半
1986年17歳の時に、ブラジルのクラブチーム・サントスFCでプロキャリアをスタートする。なお同年には三浦知良もサントスと契約しており、プロとして同期ということになる。デビュー戦は1986年4月8日対CAジュベントス戦。順調に試合出場を重ね、1990年11月にはチリ戦でブラジル代表デビュー、同年にはボーラ・ジ・オーロを受賞している。
1991年、SEパルメイラスに移籍する。エジムンド、リバウド、ロベルト・カルロス、フレディ・リンコン、ジーニョ、エバイールらとプレー、ヴァンデルレイ・ルシェンブルゴ監督時代の黄金期の一員として活躍し、93年・94年と2年連続でカンピオナート・ブラジレイロとカンピオナート・パウリスタの2冠を達成した。1993年ボーラ・ジ・オーロ受賞。1994年にはASローマからオファーがあったが、クラブ間の交渉がまとまらず、ローマに移籍出来なかった。
1995年、パルメイラス時代の同僚であるジーニョとエバイールとの3人で横浜フリューゲルスに移籍する。横浜Fが3人を獲得するのに1,000万ドル以上を費やしたと言われている。当初は日本特有のゾーンプレスに馴染めなかったが、ブラジル人のアントニオ・カルロス・シルバやオタシリオに監督が代わると本領発揮、堅実な守備に加えて攻撃力も備えるMFとして日本代表の山口素弘と中盤の底を担った。Jリーグデビューは1995年3月18日の浦和レッズ戦。1996年3月30日のサンフレッチェ広島戦でJリーグ初ゴールとなる決勝ゴールを決めた。1996年はリーグ3位に入った。
1998年10月29日、横浜フリューゲルスがホームタウンを同じとする横浜マリノスとの合併（実態はクラブ消滅）を発表した。横浜フリューゲルス合併問題の際には、フリューゲルスイレブンとサポーターが合同で横浜駅前で『合併反対とフリューゲルス存続を求める』署名活動を行った。この活動にサンパイオ自身もチームメートと共に街頭で署名を呼びかけている。1999年元日の天皇杯優勝を最後にフリューゲルスが消滅した為、サンパイオは日本を離れ母国へ帰国することとなった。

### 現役後半
1999年ブラジル帰国後、パルメイラスに復帰しコパ・リベルタドーレス1999制覇に貢献する。日本に凱旋する形でトヨタカップにジーニョらと共に出場したが、マンチェスター・ユナイテッドに0-1と敗れた。
2000年翌シーズンにはスペインのデポルティーボ・ラ・コルーニャへ移籍するも、マウロ・シルバとドナトからレギュラーを奪えなかった。
2001年SCコリンチャンス・パウリスタに移籍後、2002年柏レイソルに入団する。ただ柏ではチームにうまくハマらなかった。
2003年、当時Jリーグ ディビジョン2（J2）のサンフレッチェ広島へ移り、チームのJ1昇格に貢献した。翌2004年8月一旦引退発表し広島からスタッフ入りを打診されていたが、オファーが来たことからサンパウロFCでプレー、同年12月正式に現役引退した。

## ブラジル代表経歴
セレソンでは年代別代表として1987 FIFAワールドユース選手権に出場している。1990年10月にフル代表初召集を受けた。
1993年コパ・アメリカ1993でレギュラーとして活躍 、1994 FIFAワールドカップメンバー決定前最後の代表戦となったアイスランド戦でも45分間プレーしたが、本大会メンバーには選出されなかった。
1995年8月、日本戦で代表初得点を記録した。コパ・アメリカ1995でもレギュラーとして準優勝。1995年8月12日の韓国戦以降しばらく代表チームには召集されなかったが、ドゥンガがマリオ・ザガロ代表監督に召集を勧めたこともあり、1997年4月30日のメキシコ戦で代表復帰、コパ・アメリカ1997ではマウロ・シルバやドゥンガのバックアップとして優勝に貢献する。FIFAコンフェデレーションズカップ1997制覇にも貢献した。
1998 FIFAワールドカップではドゥンガとボランチのコンビを組み、大会の開幕戦となったスコットランド戦では前半4分に同大会最初のゴールをあげ、決勝トーナメント1回戦のチリ戦で2ゴールを挙げるなど、決勝進出の原動力となったが、決勝ではフランスに0-3で敗戦した。この大会を最後に暫くセレソンからは遠ざかったが、2000年、ルシェンブルゴ監督により再び召集され、2002 FIFAワールドカップ予選では5試合で起用されたが、ルシェンブルゴが解任されて以降の召集は無かった。

## 引退後
引退後は、スポーツ解説者として活躍する。
現役時代の1998年からスポーツマネージメント分野に関わり、リバウドとの共同でマネージメント会社「CSRフットボール・マーケティング」を設立し、以降規模の小さいクラブのマネージメント（GM）業務を行う。まず、グアラチンゲタ・フチボウを強化し結果を残したが強化費用をかけすぎたため結果的には失敗した。
そこできちんと学ばなければならないと大学へ入り、マーケティング、マネージメント、ジャーナリズムを学ぶ。その後はGEブラジウやリオクラロFC、モジミリンECでクラブ経営業務を行った
2011年11月から2012年12月まで、古巣パルメイラスのGM(Gerente de futebol)として活躍した。コパ・リベルタドーレス2013出場権を確保するものの、カンピオナート・ブラジレイロでは低迷しセリエBに降格してしまう。
チッチ監督政権下のブラジル代表でアシスタントコーチを務めている。

## 個人成績
| 国内大会個人成績 | 国内大会個人成績 | 国内大会個人成績 | 国内大会個人成績 | 国内大会個人成績             | 国内大会個人成績 | 国内大会個人成績 | 国内大会個人成績 | 国内大会個人成績 | 国内大会個人成績 | 国内大会個人成績 | 国内大会個人成績 |
| 年度             | クラブ           | 背番号           | リーグ           | リーグ戦                     | リーグ戦         | リーグ杯         | リーグ杯         | オープン杯       | オープン杯       | 期間通算         | 期間通算         |
| 年度             | クラブ           | 背番号           | リーグ           | 出場                         | 得点             | 出場             | 得点             | 出場             | 得点             | 出場             | 得点             |
| ブラジル         | ブラジル         | ブラジル         | ブラジル         | リーグ戦                     | リーグ戦         | ブラジル杯       | ブラジル杯       | オープン杯       | オープン杯       | 期間通算         | 期間通算         |
| ---------------- | ---------------- | ---------------- | ---------------- | ---------------------------- | ---------------- | ---------------- | ---------------- | ---------------- | ---------------- | ---------------- | ---------------- |
| 1986             | サントス         |                  |                  | 10                           | 0                |                  |                  |                  |                  |                  |                  |
| 1987             | サントス         |                  |                  | 7                            | 0                |                  |                  |                  |                  |                  |                  |
| 1988             | サントス         |                  |                  | 15                           | 0                |                  |                  |                  |                  |                  |                  |
| 1989             | サントス         |                  |                  | 16                           | 0                |                  |                  |                  |                  |                  |                  |
| 1990             | サントス         |                  |                  | 18                           | 1                |                  |                  |                  |                  |                  |                  |
| 1991             | サントス         |                  |                  | 17                           | 1                |                  |                  |                  |                  |                  |                  |
| 1992             | パルメイラス     |                  |                  | 18                           | 2                |                  |                  |                  |                  |                  |                  |
| 1993             | パルメイラス     |                  |                  | 20                           | 2                |                  |                  |                  |                  |                  |                  |
| 1994             | パルメイラス     |                  |                  | 22                           | 1                |                  |                  |                  |                  |                  |                  |
| 日本             | 日本             | 日本             | 日本             | リーグ戦                     | リーグ戦         | リーグ杯         | リーグ杯         | 天皇杯           | 天皇杯           | 期間通算         | 期間通算         |
| 1995             | 横浜F            | -                | J                | 32                           | 0                | -                | -                | 2                | 1                | 34               | 1                |
| 1996             | 横浜F            | -                | J                | 27                           | 5                | 14               | 2                | 2                | 0                | 43               | 7                |
| 1997             | 横浜F            | 8                | J                | 29                           | 6                | 9                | 1                | 2                | 0                | 40               | 7                |
| 1998             | 横浜F            | 8                | J                | 28                           | 2                | 0                | 0                | 5                | 0                | 33               | 2                |
| ブラジル         | ブラジル         | ブラジル         | ブラジル         | リーグ戦                     | リーグ戦         | ブラジル杯       | ブラジル杯       | オープン杯       | オープン杯       | 期間通算         | 期間通算         |
| 1999             | パルメイラス     |                  |                  | 15                           | 2                |                  |                  |                  |                  |                  |                  |
| 2000             | パルメイラス     |                  |                  | 7                            | 0                |                  |                  |                  |                  |                  |                  |
| スペイン         | スペイン         | スペイン         | スペイン         | リーグ戦                     | リーグ戦         | 国王杯           | 国王杯           | オープン杯       | オープン杯       | 期間通算         | 期間通算         |
| 2000-01          | ラ・コルーニャ   |                  | プリメーラ       | 10                           | 0                |                  |                  |                  |                  |                  |                  |
| ブラジル         | ブラジル         | ブラジル         | ブラジル         | リーグ戦                     | リーグ戦         | ブラジル杯       | ブラジル杯       | オープン杯       | オープン杯       | 期間通算         | 期間通算         |
| 2001             | コリンチャンス   |                  |                  | 9                            | 0                |                  |                  |                  |                  |                  |                  |
| 日本             | 日本             | 日本             | 日本             | リーグ戦                     | リーグ戦         | リーグ杯         | リーグ杯         | 天皇杯           | 天皇杯           | 期間通算         | 期間通算         |
| 2002             | 柏               | 8                | J1               | 26                           | 3                | 6                | 0                | 0                | 0                | 32               | 3                |
| 2003             | 広島             | 6                | J2               | 41                           | 5                | -                | -                | 4                | 0                | 45               | 5                |
| 2004             | 広島             | 6                | J1               | 14                           | 0                | 2                | 0                | -                | -                | 16               | 0                |
| ブラジル         | ブラジル         | ブラジル         | ブラジル         | リーグ戦                     | リーグ戦         | ブラジル杯       | ブラジル杯       | オープン杯       | オープン杯       | 期間通算         | 期間通算         |
| 2004             | サンパウロ       |                  |                  | 25                           | 1                |                  |                  |                  |                  |                  |                  |
| 通算             | ブラジル         | ブラジル         |                  | \|\|\|\|\|\|\|\|\|\|\|\|\|\| |                  |                  |                  |                  |                  |                  |                  |
| 通算             | 日本             | 日本             | J1               | 156                          | 16               | 31               | 3                | 11               | 1                | 198              | 20               |
| 通算             | 日本             | 日本             | J2               | 41                           | 5                | -                | -                | 4                | 0                | 45               | 5                |
| 通算             | スペイン         | スペイン         | プリメーラ       | \|\|\|\|\|\|\|\|\|\|\|\|\|\| |                  |                  |                  |                  |                  |                  |                  |
| 総通算           | 総通算           | 総通算           | 総通算           | \|\|\|\|\|\|\|\|\|\|\|\|\|\| |                  |                  |                  |                  |                  |                  |                  |

## 代表歴

### 出場大会
- ブラジル代表
  - 1998 FIFAワールドカップ

### 試合数
- 国際Aマッチ 45試合 6得点（1990年-2000年）[19]

| ブラジル代表 | 国際Aマッチ | 国際Aマッチ |
| 年           | 出場        | 得点        |
| ------------ | ----------- | ----------- |
| 1990         | 1           | 0           |
| 1991         | 1           | 0           |
| 1992         | 4           | 0           |
| 1993         | 4           | 0           |
| 1994         | 2           | 0           |
| 1995         | 10          | 1           |
| 1996         | 0           | 0           |
| 1997         | 7           | 1           |
| 1998         | 9           | 4           |
| 1999         | 0           | 0           |
| 2000         | 7           | 0           |
| 通算         | 45          | 6           |

## タイトル

### 個人
- ボーラ・ジ・オーロ : 1990, 1993

### 代表
ブラジル代表
- コパ・アメリカ : 1997
- FIFAコンフェデレーションズカップ : 1997

## 関連情報
- 『SAMPAIO 勝者の証』セザール・サンパイオ著、2004年6月、JCベストブックス、ISBN 4990212703